# 诗梳风
詩梳風（高棉語發音：[kroŋ seʔrəi saopʰoə̯n]）一譯是士芬，柬埔寨西北部邊境城鎮，為班迭棉吉省首府。
詩梳風位於南猛河畔，距離馬德望西北64公里，位於波貝前往馬德望和暹粒的三岔路口，也是金邊通往曼谷公路必經城鎮。城西4公里有航空站。是稻米集散地。

## 歷史沿革
在16世紀左右，詩梳風被稱為Srey Saophon，在高棉語是「美麗的女人」的意思，它是個屬於馬德望省的小地區。
在17世紀後，暹羅兼併了馬德望省和暹粒省。
馬德望省和暹粒省後來被更名Phra Tabong 和 Siam Nakhon，並成為暹羅的省。Srey Saophon則被更名為Si Sophon。
在20世紀初法屬印度支那殖民政府迫使暹羅將Phra Tabong 和 Siam Nakhon兩個省割讓給柬埔寨，此後二省恢復了其高棉語舊名。從近200年的連體控制在1907年Si Sophon改為正式回到Serey Saophoan意義高棉“美麗的自由”意味著自由，但在第二次泰法戰爭時泰國佔領了诗梳風，二战後被法軍收回。
紅色高棉統治時期，馬德望省被分為兩個省。這些省份現當代馬德望省的一部分，班迭棉吉省。詩梳風被設立為班迭棉吉省的省會城市。